# Cotentin
Pour les articles homonymes, voir Cotentin (homonymie).
Le Cotentin est une péninsule française située dans la partie nord-occidentale de la Normandie et recouvrant la majeure partie de l'ancien Pagus Constantiensis des époques romaine et médiévale. Cette région naturelle tire son nom de celui de la ville de Coutances, ce qui explique l'ancienne graphie Costentin telle que put l'employer Wace dans son roman de Rou. Élément du Massif armoricain, le Cotentin s'étend de l’estuaire de la Vire à l’embouchure du Thar au sud de Granville. Au sud se trouve l'Avranchin et à l'est le Bessin.

## Cotentin et presqu'île du Cotentin

### Presqu'île du Cotentin

La Manche est classiquement divisée en trois grands secteurs : Manche Occidentale, Centrale et Manche Orientale,.

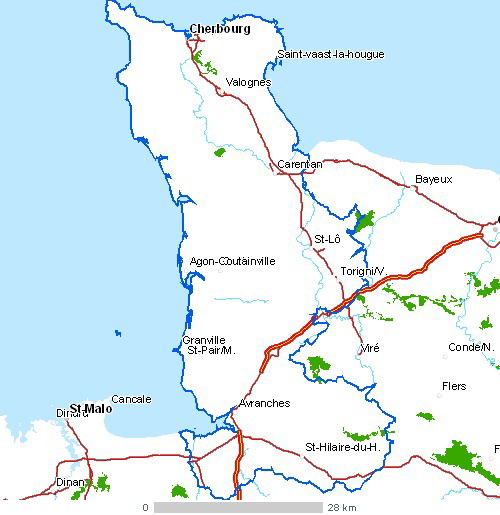
Cette carte montre le réseau routier de la péninsule du Cotentin.

Avant l'aménagement des marais, la partie nord du Cotentin est presque une île, séparée du continent par les Marais de la Douve (parc naturel régional des Marais du Cotentin et du Bessin), que seule une bande de terre dans les landes de Lessay relie au continent. Aujourd'hui, grâce aux portes à flot (ou portes à marée) situées sur la côte ouest, mais avant tout sur la côte est, en baie des Veys, la base de la péninsule peut s'élargir. Le Cotentin est bordé par le golfe de Saint-Malo, la Manche centrale et la baie de Seine.
Au cours de l'histoire, les limites du Cotentin évoluent. Le mot désigne d'abord le pays de Coutances (pagus Constantinus), chef-lieu du diocèse qui lui donne son nom, la ville de Coutances prenant au IVe siècle le nom de Constantia en l'honneur de Constance Chlore, tétrarque chargé du gouvernement des Gaules entre 292 et 306 et dont la légion Prima Flavia Gallicana Constantia siège dans la cité. Dès le XIe siècle, le terme Cotentin désigne en général la partie septentrionale de ce diocèse, bornée au nord, à l’ouest et à l'est par la mer, et au sud par une ligne qui, partant de la baie des Veys, suit les cours de la Douve et de la Scye, correspondant au territoire jusqu’en 1789, de l'archidiaconé du Cotentin, bien distinct de celui de Coutances. À partir de 1204, le bailliage de Cotentin couvre le diocèse de Coutances, avant que ne lui soit adjoint, sous Louis IX, l'Avranchin et du val de Mortain, dans le Grand bailliage de Cotentin, alors que certains[Qui ?], comme sous Charles V ont pu voir leurs attributions élargies aux diocèses de Lisieux, Bayeux et Séez.

## Géographie

### Situation

Les îles se sont progressivement détachées du continent.

La péninsule du Cotentin s’étend entre l’estuaire de la Vire et l’embouchure de l'Ay en formant une presqu'île et forme la partie nord du département de la Manche. Elle est entourée par le Bessin à l’est, le bocage virois, l'Avranchin au sud et à l’ouest et la Manche à l’ouest, au nord et au nord-est. À l'ouest la côte des Îles fait face aux îles Anglo-Normandes et à Chausey auxquelles elle est reliée par un service de ferry au départ de Carteret et de Granville. Les îles Chausey, face à Granville font partie du Cotentin. Le raz Blanchard sépare le cap de la Hague et l'île d’Aurigny et le passage de la Déroute, la côte des Havres et l’île de Jersey.
La péninsule est nettement délimitée par la mer à l’ouest, au nord et à l’est, et par une vaste zone de marais inondables au sud-est. Elle a donc quelquefois été mentionnée dans l'histoire comme une île, du fait de la bande de marais coupant la partie la plus septentrionale du Cotentin du reste de la Normandie au sud-est, ce qui a rendu la péninsule difficilement accessible en hiver, jusqu’à la construction des routes modernes. Une fois la Vire passée au Vey, le Cotentin ne se trouve plus défendu que par la rivière d'Ouve ou Douve et par ses vastes marais. Jusqu'en 1925, date à laquelle elle fut rasée, une bastille médiévale, des XIIIe – XIVe siècle, défendait dans la commune de Beuzeville-la-Bastille le passage vers le nord et l'ouest de la presqu'île. Plus anciennement encore, un chemin empierré reliant Carentan à Port-Bail la traversait et de Gerville indique que plusieurs de ses dalles furent retrouvées au cours du XIXe siècle.

### Climat
Le climat du Cotentin est très océanique. Il se caractérise par des hivers doux et humides, et des étés doux. Les moyennes pour janvier sont de 3 °C et 7 °C et les moyennes d'août sont de 14 °C et 22 °C. La pluviométrie est plus importante dans les terres, ainsi que le nombre de jours de gelées et l'amplitude thermique annuelle. Enfin, la neige ne se produit pas systématiquement tous les hivers mais peut se montrer importante par effet d'isothermie.

### Territoires
Le Cotentin dans sa définition la plus large comprend les deux tiers nord du département de la Manche, le tiers sud étant composé de la totalité de l'Avranchin, et une petite partie de l’ouest du Calvados. Quelquefois simplement appelée Cotentin, la péninsule est désormais souvent désignée, pour éviter la confusion, Nord-Cotentin ou pays Cotentin, ce qui exclut la ville de Coutances et le sud du Cotentin historique.
La presqu'île du Cotentin est divisée en quatre « pays » historiques : au nord-ouest, la Hague ; au nord-est, le val de Saire ; au centre, le Plain, région de bocage ; au sud, la passe du Cotentin ou Bauptois, zone de marais et de landes. Cette division est fondamentale, elle a conditionné l'évolution du peuplement au cours des siècles.
Aujourd'hui, le Cotentin est souvent confondu avec la région naturelle française appelée presqu'île du Cotentin, même si l'assiette géographique du Cotentin historique dépasse la presqu'île, puisque les villes de Saint-Lô, Villedieu-les-Poêles et Granville sont historiquement cotentinaises.
Le Cotentin tend à développer une correspondance institutionnelle à la réalité historique du territoire avec la création au 1er janvier 2017 de la communauté d'agglomération du Cotentin, fusionnant ainsi neuf anciennes communautés de communes (la Saire, Vallée de l'Ouve, Saint-Pierre-Église, Côte des Isles, Les Pieux, Cœur du Cotentin, Montebourg, Douve et Divette et Val de Saire) et comprenant les deux communes nouvelles de Cherbourg-en-Cotentin et de La Hague.
Le parc naturel régional des Marais du Cotentin et du Bessin occupe une grande partie de la péninsule.

### Villes
La plus grande ville du Cotentin est Cherbourg-en-Cotentin. Son port situé sur la côte nord, ancien grand port militaire, est devenu un port majeur pour les liaisons avec la Grande-Bretagne et l'Irlande. Les autres villes d’importance sont : Barfleur, Barneville-Carteret, La Hague, Bricquebec-en-Cotentin, Carentan-les-Marais, La Haye, Les Pieux, Lessay, Périers, Port-Bail-sur-Mer, Sainte-Mère-Église, Saint-Sauveur-le-Vicomte, Saint-Vaast-la-Hougue, Valognes.

### Géologie
Géologiquement, le Cotentin fait partie du Massif armoricain, à l'exception du Plain, rattaché au Bassin parisien.
Les plus vieilles roches de France affleurent dans la Hague et plus particulièrement au nez de Voidries : gneiss icartien du Paléoprotérozoïque,.
Aux caps correspondent les roches les plus dures (granite, gneiss ou grès). Aux baies les roches les plus tendres :
- pointe de Barfleur ;
- cap de la Hague ;
- nez de Jobourg ;
- cap de Flamanville ;
- cap du Rozel ;
- cap de Carteret ;
- cap Lihou, à Granville.

## Histoire

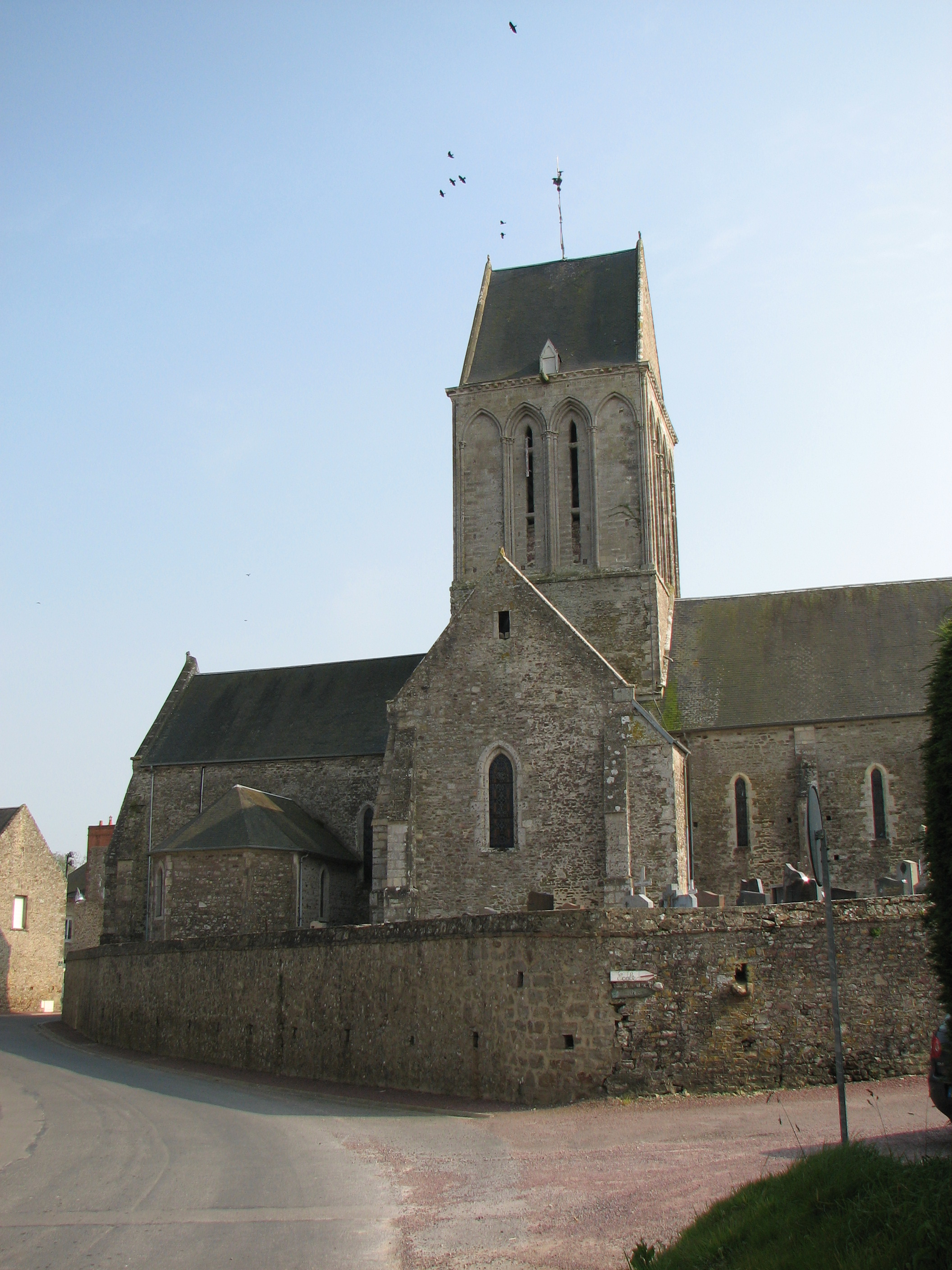
Église de Gorges avec un clocher en bâtière typique du Cotentin.

### Préhistoire
Le Site paléolithique du Rozel, dit Le Pou, présente des traces exceptionnelles de pas, de mains et d'occupations successives d'homme de Néandertal. Dès le mésolithique l'homme marque le paysage, il laisse sa trace plus particulièrement sur les divers promontoires. Les traces de la présence humaine sur les rivages du paléolithique sont à rechercher dans des zones aujourd'hui submergées, du matériel lithique sous marin a été retrouvé. Au néolithique, il laisse des monuments comme les dolmens de Rocheville, l'allée couverte de Bretteville, et les pierres levées de Rauville-la-Place, ou encore les trois menhirs autour de Saint-Pierre-Église.

### Protohistoire
La péninsule du Cotentin est peuplée par une tribu d'origine celtique héritière de la civilisation de Hallstatt et de la Tène : les Unellii (Unelles) ou Venelles. La cité des Unelles est Cosedia (aujourd'hui Coutances). Le sud de la péninsule, aujourd'hui l'Avranchin, est peuplé par les Abrincatuii (Abrincates), qui ne sont pas mentionnés par Jules César. La cité des Abrincates est Ingena (aujourd'hui Avranches). Le Cotentin se situe en Armorique et son peuple est qualifié d'« Armoricain » par Jules César.

### La conquête romaine
Trois légions romaines menées par Titurius Sabinus, lieutenant de Jules César, envahissent le Cotentin à l’été de l’an 56 av. J.-C. Les Unelles, sous la conduite de Viridovix, résistent vigoureusement, mais sont défaits autour du Mont-Castre (Lithaire). Des Gaulois, partisans de l'indépendance, se replient derrière le Hague-Dick, mais ne peuvent résister et livrent un dernier combat sur les landes de Jobourg.
Cosedia, la capitale des Unelles, prend en 298 le nom de Constantia d’après le nom de l’empereur romain régnant, Constance Chlore[Information douteuse]. Appelée Pagus Constantiensis (« pays de Constance »), le nom évoluera en Cotentin. L’autre cité principale, Alauna (Valognes), acquiert une importance régionale sous le règne de Claude, se dotant d’un théâtre et de thermes. D'autres bourgades sont attestées, Portbail (Grannonum ?), Coriallo (Cherbourg), Crouciatonum ? Carentomagus (Carentan), reliées par des voies romaines mieux connues.
Durant la seconde moitié du IIIe siècle, le Bas-Empire romain fait face à une crise grave. Affaibli par les guerres civiles, la rapide succession d'empereurs éphémères et la sécession de provinces, il est également soumis à de nouvelles attaques des « barbares », comme les Saxons. Tandis que la Classis Britannica patrouille dans la Manche pour neutraliser les pillards maritimes, la pression toujours croissante aux frontières entraîne une vague massive de fortification à travers tout l'Empire, afin de protéger les villes et garder les points stratégiques importants. C'est dans ce contexte que les forts du Litus Saxonicum, une série de fortifications sur les deux rives de la Manche, est créée. Des fortifications dans La Hague[réf. souhaitée], à Cherbourg, à Barfleur[réf. souhaitée], à Barneville-Carteret[réf. souhaitée] sont évoquées.

### Moyen Âge

#### Antiquité tardive

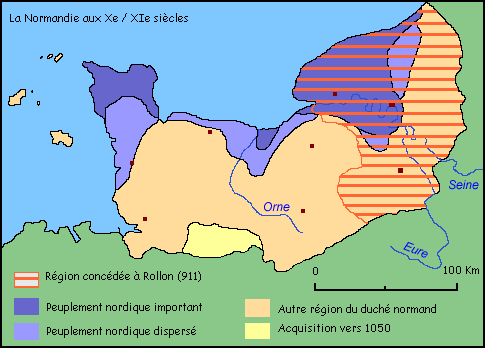
Zones de peuplement nordique en Normandie aux.

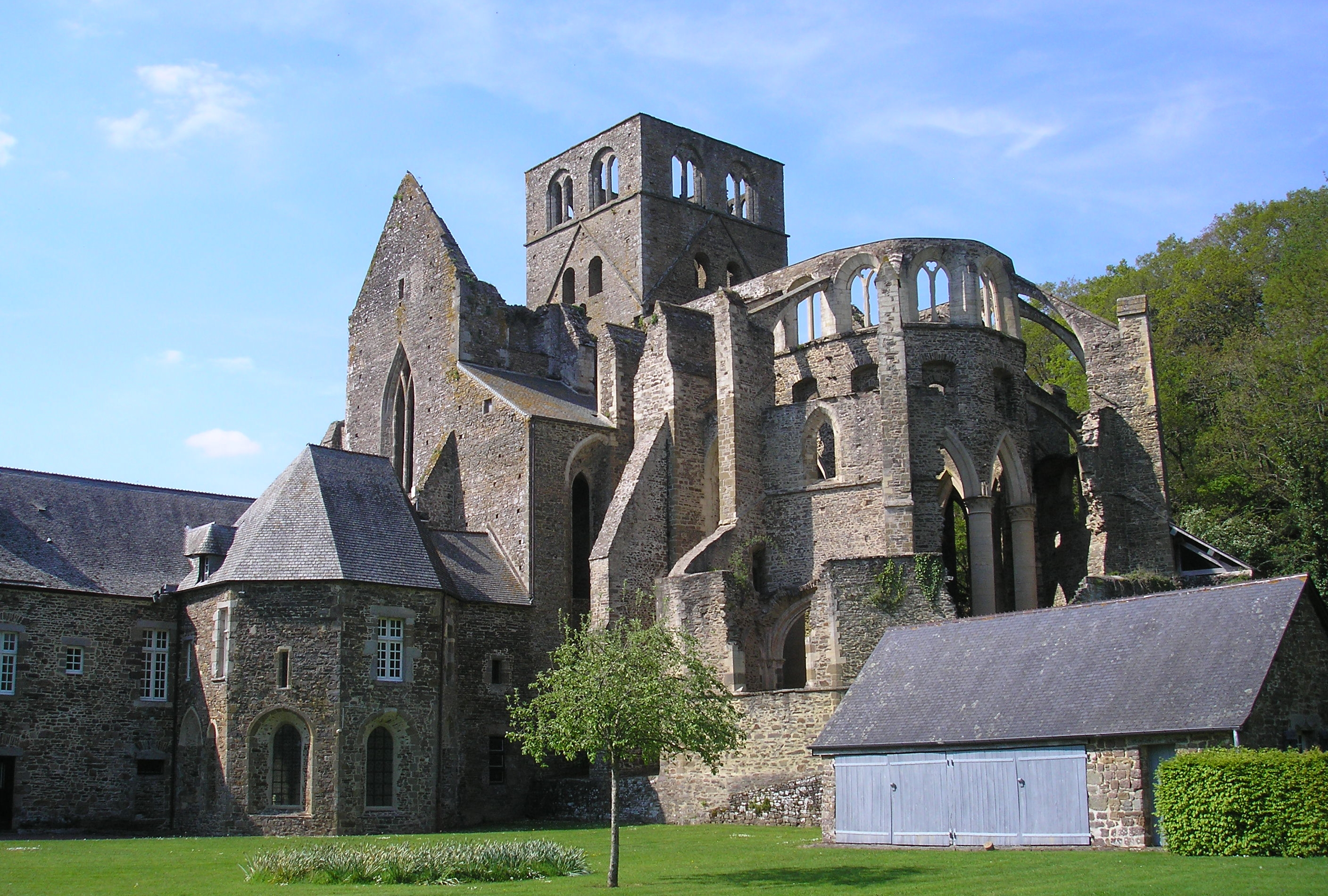
L'abbaye de Hambye vue depuis le sud-est.

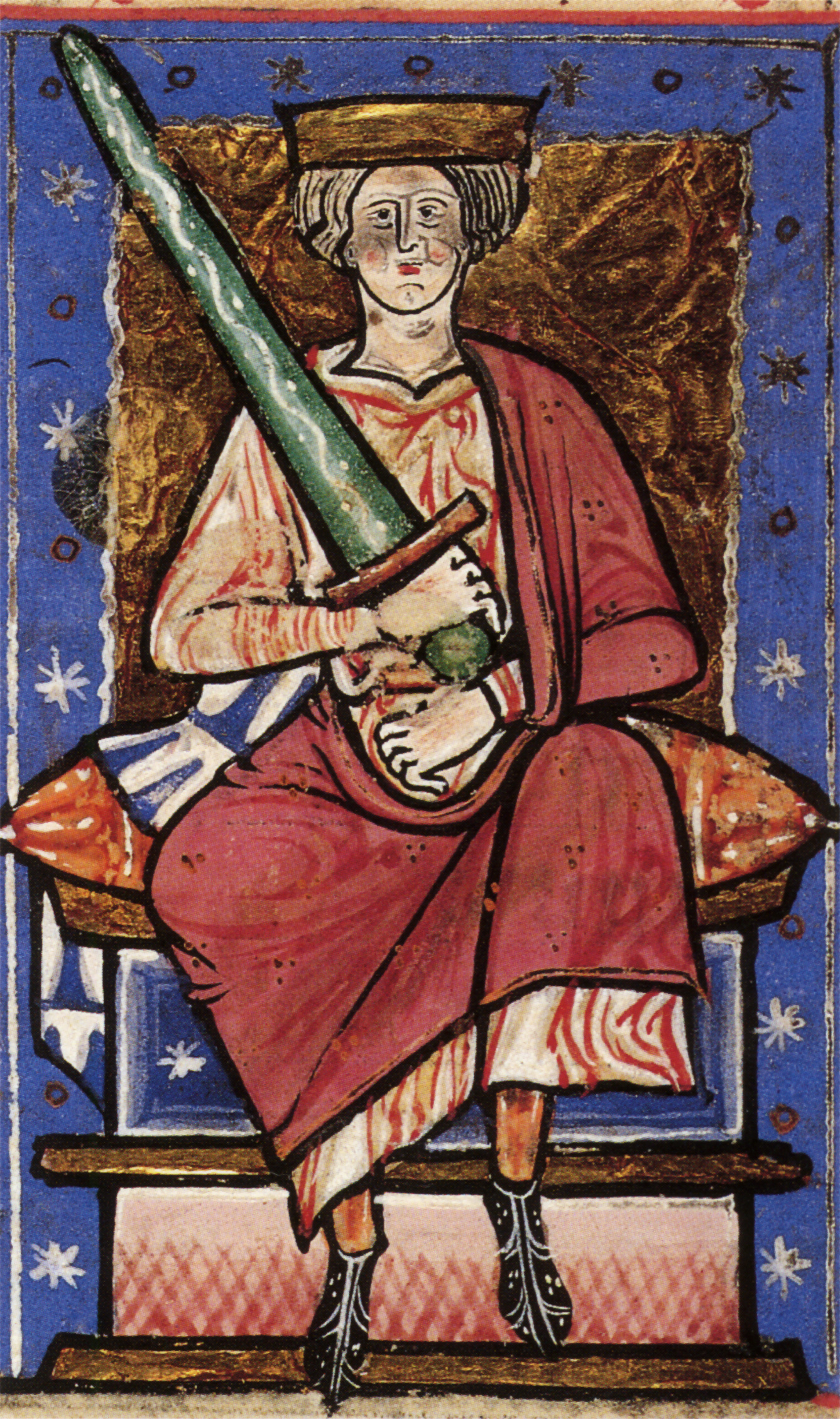
Æthelred II d'Angleterre

L'Avranchin et le Cotentin, attribués à la Bretagne au traité de Compiègne, rejoignent le giron normand en 933.

Le territoire de l'actuelle Normandie fait l'objet d'une colonisation par les Francs, principalement dans sa partie orientale, et des Saxons, surtout dans sa partie occidentale. Elle est précédée par l'implantation dans sa partie occidentale au IIIe siècle de colonies de lètes bataves et suèves dans la lyonnaise seconde attestée par la nomination d'un préfet des lètes bataves et suèves ainsi que de Bayeux et de Coutances. La colonisation de la Normandie par les Francs est inégale : assez dense dans la partie est et très faible dans le Cotentin. La colonisation saxonne est bien attestée par les textes et par les fouilles archéologiques en Normandie, mais davantage dans la plaine de Caen (Est du Bessin). Pour ce qui est du peuplement et des faits historiques de cette époque dans le Cotentin, les historiens manquent d'éléments pour relater l'Histoire. L'historien Claude Fauchet prétend que « le Coutentin, du temps mesme de nos rois Mérovingiens, estoit habité par les Sesnes (Saxons), pirates, et semble avoir esté abandonné par les Charliens, comme variable et trop esloigné de la correction de nos rois, aux Normands et autres escumeurs de mer… »
On sait en revanche que le Cotentin est christianisé à cette époque, notamment par l'influence d'évangélisateurs irlandais, comme Germain le Scot à la fin du Ve siècle et par saint Pair avec son compagnon Scubilion, saint Vigor, saint Marcouf au début du VIe siècle.
Sous le règne de Clovis Ier (481-511), lors de son annexion au royaume des Francs, le Cotentin fait partie de l'Armorique romaine, territoire qui s'étend entre Loire et Seine, sur une large frange nord occidentale de la Gaule. Le pays fait partie de la Neustrie mérovingienne puis de la Francie occidentale après l'éclatement de l'empire carolingien.
Durant l'époque franque se superpose au territoire de l'évêque un comté le Comitatum Constantinum placé sous l'autorité d'un officier révocable, établi par le pouvoir royal. Les sources étant très lacunaires, nous ne connaissons qu'un anonyme comte de Coutances qui intervient dans la Vie de saint Magloire, et un autre comte du Cotentin nommé Genatius dans le recueil des miracles de saint Florent. En 747, lors du transfert des reliques de Portbail vers l'oppidum de Brix, la Chronique de Fontenelle évoque l'existence du comte Rihwin (Rihuuino comite).

#### De 820 à 933
À l'époque mérovingienne, le Cotentin fait partie de la Neustrie et est intégré dans la province ecclésiastique de Rouen. Il connaît, au IXe et début du Xe siècle, une longue série de raids opérés par des Vikings venus de Norvège, ayant parfois transité par les Hébrides et l'Irlande, et du Danemark. En 867, par le traité de Compiègne, Charles le Chauve, roi des Francs, accorde au roi Salomon de Bretagne l'ensemble du comté du Cotentin (probablement avec l’Avranchin), avec ses fiscs, ses domaines royaux et ses abbayes, en échange d'« un serment de fidélité et de paix ainsi qu'une promesse d'aide contre ses ennemis (les Vikings) ».
Cependant, Salomon ne parvient pas à exercer son influence jusqu'au Cotentin, car il doit lui-même faire face aux raids vikings sur le territoire breton. C'est pourquoi cette acquisition territoriale n'est suivie ni d'une colonisation, ni d'une réelle intégration dans le royaume breton, le Cotentin restant dans la province ecclésiastique de Rouen.
Selon le Livre noir de la cathédrale de Coutances (témoignage incertain), une première vague d'agressions vikings aurait débuté en Cotentin dès 836, et se prolongea durant les trente années suivantes. Toutefois cette menace est bien présente durant l'hiver 889-890, qui voit une armée danoise, repoussée de Paris, assiéger Saint-Lô, au terme duquel, l'évêque Lista, réfugié dans le castrum, est assassiné et les habitants passés par le glaive.

#### Période ducale normande
En 933, le duc Guillaume Longue-Épée conquiert, avec l’Avranchin, le Cotentin et les îles Anglo-Normandes au détriment d'Incon et de ses Vikings de Bretagne. Il intègre cette nouvelle possession à son duché de Normandie fondé en 911. La frontière avec la Bretagne est fixée à la Sélune. En 1008 ou 1009, elle est déplacée vers le Couesnon.
Vers 934, le chef des Normands de la Seine et comte de Rouen, Guillaume Longue-Épée, s'allie aux Francs par des mariages. Alors se constitue un parti contre l'étranger. Il est mené par Riulf — autre Viking —, comte du Cotentin, à la tête de quelques autres barons normands. À leurs yeux, le Jarl contracte des mésalliances telles que des étrangers risquent de s'introduire à la Cour et au Conseil. Alors Guillaume Longue-Épée, encouragé par Anslech, Bernard le Danois et Bothon, comte du Bessin, avec 300 soldats, est contraint de s'opposer à une armée de plusieurs milliers d'hommes. Il les affronte dans un pré, au pied des murs de la ville de Rouen d'où il ressort vainqueur,,.
En 938, une flotte de 60 voiles menée par le roi danois Harald, déchu par son fils et chassé de ses terres, y débarque et s'installe dans le Cotentin avec le consentement de Guillaume Longue-Épée. Il établit sa résidence à Cherbourg jusqu'à retrouver son trône. Il revient ensuite à la tête de vingt-deux vaisseaux pour aider Richard Ier de Normandie, encore mineur, contre Louis IV d'Outremer qui est fait prisonnier en 945. C'est à cette époque qu'une première église ainsi que des fortifications sont construites à Cherbourg.
Aux XIe siècle, à l'instar de la famille de Saint-Sauveur, le Cotentin voit aussi naître la maison de Hauteville, famille à l'origine de l'épopée normande du sud de l'Italie et de la Sicile, ainsi que celle de Carteret dont les membres ont notamment gouverné et défendu les îles Anglo-Normandes et dont l'allégeance a vacillé selon les époques entre le roi de France et celui d'Angleterre.
La toponymie locale montre l'empreinte colonisatrice de ces Scandinaves qui se complète par la constitution de grandes baronnies locales, avec Néel de Saint-Sauveur, et les Bertran de Bricquebec. Le monachisme se développe aux XIe et XIIe siècles à travers les abbayes de Saint-Sauveur-le-Vicomte, de Montebourg, de Cerisy-la-Forêt, de Hambye… Compte tenu du poids de la toponymie (et dans une moindre mesure de la patronymie) scandinaves, des chercheurs britanniques de l'université de Leicester ont collecté en juin 2015 des centaines d'échantillons de salive afin d'en savoir davantage sur la colonisation viking de la Normandie. Les résultats montrent une empreinte certaine des Scandinaves sur le patrimoine génétique du Cotentin.
Ces seigneurs de Saint-Sauveur vont d'ailleurs régner à partir de la fin du Xe siècle (sous le titre de vicomte) sur le Cotentin considéré comme « une région excentrique du duché de Normandie », avec d'abord Roger, vicomte vers la fin du Xe siècle, auquel succéda son fils Néel Ier et son petit-fils Néel II. Sous l'époque ducale, le Cotentin constitue une vicomté qui demeure directement dans la main du duc, avec à sa tête un vicomte qui est un vassal du duc, investi personnellement par ce dernier, et qui a la charge de l'administration locale, et qui peu à peu rendront leur charge héréditaire.
En 1001, le roi d'Angleterre Æthelred veut lancer une grande expédition militaire pour s'emparer de la Normandie et punir les Normands de l'aide qu'ils apportent aux raids vikings sur son territoire. Les troupes anglaises projettent de piller et de massacrer le maximum de villageois normands. Afin de mener campagne, Æthelred fait appel à tous les plus grands guerriers d'Angleterre. Les gens d'armes Anglo-Saxons forment une armée très importante et puissante. Débarquant donc dans le Cotentin par le Val de Saire, les soldats anglais massacrent et pillent les premiers villages normands qu'ils croisent puis, se portent vers Rouen, pour capturer le duc de Normandie Richard II de Normandie et offrir son territoire au roi Æthelred.
Alors que la situation se présente bien pour les Anglais, Néel Ier de Saint-Sauveur intervient de façon énergique et décisive. À l'origine, ce dernier ne dispose que d'une assez maigre troupe de chevaliers normands, pas assez nombreux pour affronter l'armée anglaise. Cependant, la colère des paysans normands du Cotentin est grande à la suite des pillages et violences. Néel recrute largement ces villageois dans son armée. En faisant appel à des combattants sans doute furieux mais mal équipés et inexpérimentés, face à une troupe aguerrie, Néel paie d'audace. Bientôt mis au courant du désastre de son armée, Æthelred en est complètement dépité et couvert de honte. Voulant connaître les raisons de ce cruel échec, il fait venir un des rares survivants et l'interroge. Faisant preuve de bonne foi, le guerrier anglais avoue à son monarque « qu'il avait rencontré en Normandie des guerriers belliqueux et forts, mais qu'il fut plus surpris encore lorsqu'il vit des femmes normandes abattre violemment les Anglais à coups de cruches sur la tête ».
Le douaire constitué vers 1025 pour l'épouse de Richard III de Normandie (v. 1008-1027), nous renseigne partiellement sur la composition du patrimoine concédé en 867 à Salomon de Bretagne. Aux côtés de l'abbatia de Portbail et des châteaux (castella) de Brix et de Cherbourg, il comprend les cours (curtes), centre d’exploitation d’un fisc, de Ver, de Cérences, Agon, Valognes, Percy, Moyon et Hambye, et une mosaïque de petits pagi, incluant la Hague, le Val de Saire, le Bauptois et Egglandes.
En 1047, celui que l'on connaîtra plus tard sous le nom de Guillaume le Conquérant est nommé jeune duc de Normandie, ce qui ne plaît pas alors à Néel II de Saint-Sauveur (fils de Néel Ier) qui ourdit une conspiration contre lui avec d'autres chevaliers normands comme Gui de Brionne. Un grand nombre de chevaliers de cette conspiration venaient d'ailleurs de Normandie occidentale, soit le territoire colonisé à l'origine plutôt par les Vikings d'ascendance « Norvégiens-Gaëls » que par ceux d'ascendance « danoise » (dont descend Guillaume le Conquérant). Les racines de ce conflit seraient donc l'héritage des querelles tribales et territoriales des années 930, époque où fut créé le duché de Normandie[réf. souhaitée].
Alors qu'il séjourne à Valognes, Guillaume est averti de cette conspiration visant à l'assassiner. Il s'enfuit seul vers le Bessin en traversant nuitamment la baie des Veys, et gagne Falaise. Pour se défendre, il demande de l'aide à son roi, le roi des Francs Henri Ier, et remporte la victoire sur les conspirateurs au Val-ès-Dunes. Une anecdote raconte qu'un chevalier du Cotentin y réussit à faire tomber de son cheval le roi de France. Ce dernier, qui n'est pas blessé, se relève sans peine. Ainsi est né le dicton « de Cotentin issit la lance qui abattit le roi de France ».
L'arrivée de Guillaume au pouvoir de la Normandie va être alors à l'origine de la création des principales villes actuelles du Cotentin : vingt ans plus tard, soit en 1066, Guillaume, dans sa conquête de l’Angleterre, sollicita l’aide d'une famille de guerriers aguerris du sud du Cotentin : la famille Grant. En gage de reconnaissance, il leur attribua les terres de la Roque de Lihou, site de l'actuelle ville de Granville. Les Grant sont donc les premiers seigneurs de la ville après les Vikings.
À cette époque également, Coutances renaît de ses cendres après avoir été presque rasée tant elle a subi de raids depuis sa première attaque viking en 866. Guillaume le Conquérant nomme un de ses proches comme évêque de la ville : Geoffroy de Montbray. Il va considérablement œuvrer pour le développement et le rayonnement du diocèse. Nous lui devons notamment la cathédrale de Coutances, bâtie au XIe siècle, de style roman, et base de l'actuelle cathédrale qui date du début du XIIIe siècle, et le Parc médiéval de l'Évêque.

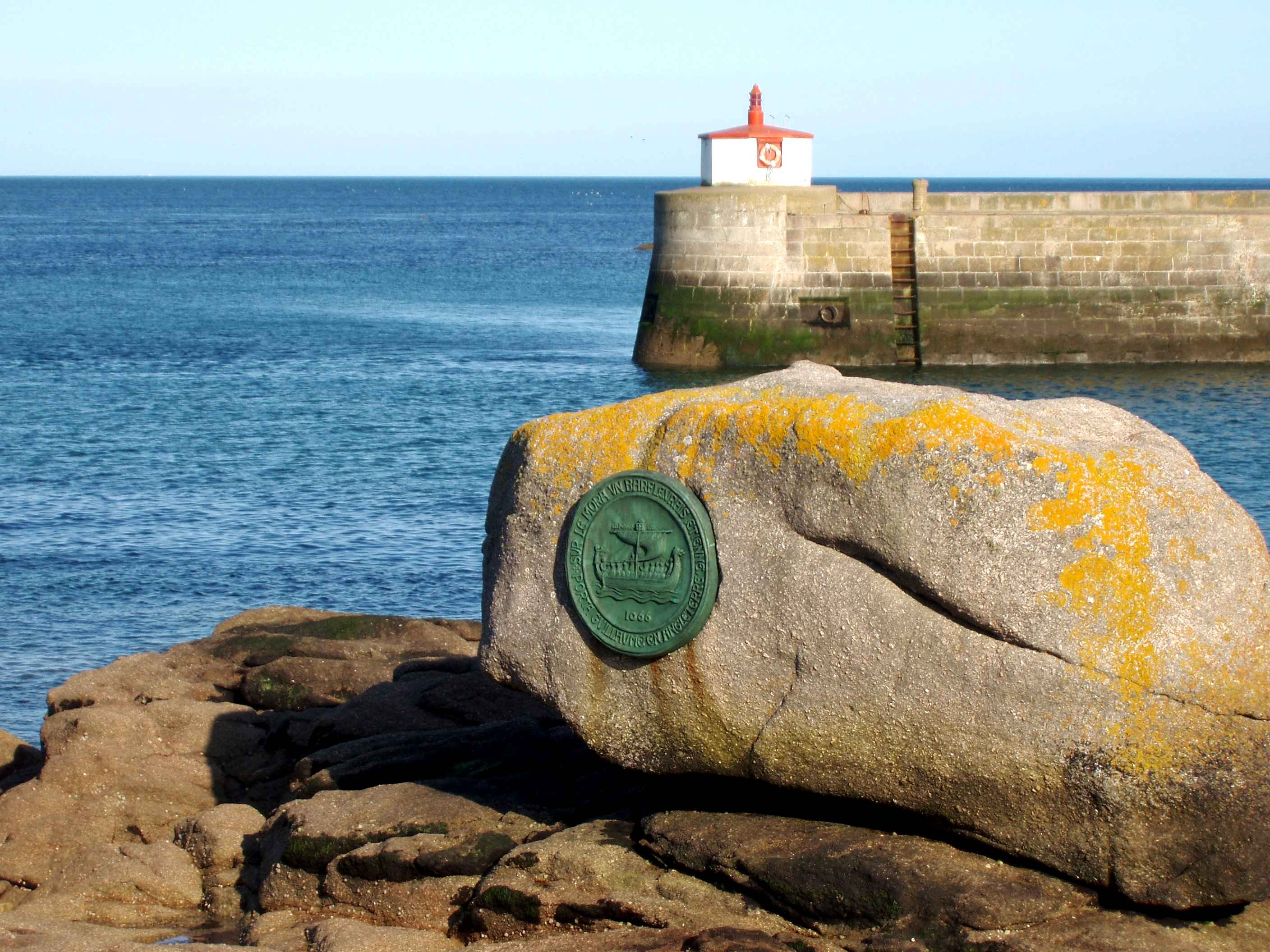
Rocher avec un médaillon en l'honneur d’Étienne, esturman barfleurais de la Mora, bateau de Guillaume le Conquérant.

Auparavant, en 1053, et afin de lever l'excommunication qui pèse sur lui à la suite de son union avec sa cousine, Guillaume de Normandie choisit Cherbourg comme une des quatre places importantes du duché pour recevoir une rente à perpétuité allouée à l'entretien d’une centaine de pauvres. Jusqu'alors, l'hospice, bâti près du ruisseau de la Bucaille vers 436 par saint Éreptiole, vivait de dons uniquement privés. Cherbourg n'est en revanche, sous les ducs, qu'un port de faible importance. C'est à l'inverse Barfleur qui est resté le port préféré des ducs de Normandie et tout autant lorsqu'ils étaient aussi rois d'Angleterre.

Le port typique de Barfleur.

En 1066, la bataille d'Hastings marque le début de la conquête de l'Angleterre par les Normands parmi lesquels figurent de nombreux Cotentinais et Avranchinais. Sur le port de Barfleur fixé sur un rocher, un médaillon rappelle que Guillaume fit sur le Mora la traversée depuis Barfleur piloté par un jeune Barfleurais, Étienne.
Au début du XIIe siècle, Henri Ier, fils cadet de Guillaume le Conquérant, écarté du partage acquiert de son frère Robert Courteheuse qui avait reçu le duché de Normandie le Cotentin moyennant la somme de 3 000 livres.

#### De Philippe Auguste auXVIIesiècle
En 1204, le Cotentin, à l’exception des îles Anglo-Normandes, revient à la France lors de la reconquête du duché de Normandie par Philippe Auguste. En 1295, les Anglais ravagent le nord du Cotentin, avec une telle rage, que trente ans plus tard les barfleurais en conservent encore le souvenir. La guerre de Cent Ans ravage les campagnes et les châteaux de Cherbourg, Valognes, Bricquebec, Saint-Lô et Saint-Sauveur-le-Vicomte font l’objet de multiples sièges. En 1346, à la suite de la signature du traité de Mantes, le Cotentin, entre autres, est cédé à Charles de Navarre par le roi de France Jean II le Bon, son beau-père, pour éviter — en vain — qu'il ne s'allie au roi d'Angleterre. La paix revenue, l’agriculture amène un essor important au XVe et XVIe siècles, celui-ci se matérialisant dans le bocage par de nombreuses fermes-manoirs. Les grands seigneurs édifient des châteaux et hôtels de style Renaissance.
Comme nombre de régions françaises, le Cotentin est tout particulièrement touché par de multiples affaires de sorcellerie. Avec le XIe siècle commence une longue période marquée par des persécutions massives. Mais l’apogée de la grande vague de répression se situe entre 1580 et 1630. La région est surtout marquée par le procès des sorciers de La Haye-du-Puits qui commence en 1669.

### Époque moderne
Durant la guerre de la Ligue d'Augsbourg, Saint-Vaast-la-Hougue, près de Barfleur est le site de la bataille de la Hougue qui opposa en 1692 la flotte anglo-hollandaise à la flotte française du vice-amiral de Tourville. Jusqu’à la Révolution, la ville de Valognes était un lieu de villégiature pour l’aristocratie qui lui a valu le surnom de « Versailles normand ».
Valognes est érigé en vicomté vers 1770, tout en demeurant dans le bailliage de Coutances. Après 1789, Cherbourg prend un poids régional croissant, détrônant peu à peu Valognes comme capitale du Nord-Cotentin.
Le XIXe siècle voit le développement de l’élevage laitier aux dépens de la polyculture vivrière traditionnelle, ce qui transforme le paysage des campagnes et fait grossir les bourgs. La ville, et notamment l’économie cherbourgeoise à travers les travaux d’aménagement et les industries, attire une population rurale. Des fermes modèles se développent, à l’instar de celles de l’abbaye de la Trappe de Bricquebec et du château de Martinvast du comte Du Moncel. Ce dernier, dans l’arrondissement de Cherbourg, favorise l’introduction de la pomme de terre en remplacement du sarrasin, la culture du lin d’hiver plutôt que celui d’été. Les grandes landes et les jachères diminuent, le trèfle des prés laisse la place à la luzerne et au trèfle incarnat. L’industrie agroalimentaire prospère, et les produits laitiers du Cotentin, à l’image des beurres Bretel Frères de Valognes, s’exportent hors des frontières normandes et françaises grâce au transport maritime et l’arrivée du chemin de fer en 1858.

### Seconde Guerre mondiale
Le Cotentin est l’un des principaux lieux de combats, en France, durant la Seconde Guerre mondiale avec la bataille de Normandie (juin à août 1944) entraînant de nombreuses destructions de villes, villages et autres lieux historiques dont beaucoup de châteaux et de manoirs.
Le Cotentin est le lieu du débarquement d’Utah Beach et des parachutages sur la région de Sainte-Mère-Église le 6 juin 1944 puis de la difficile progression des troupes américaines pour prendre à revers le port de Cherbourg et percer le front allemand. L’éprouvante bataille des Haies et la coupure du Cotentin après avoir atteint la côte ouest à Barneville le 19 juin 1944 entraînent de lourdes pertes militaires et civiles.

## Économie

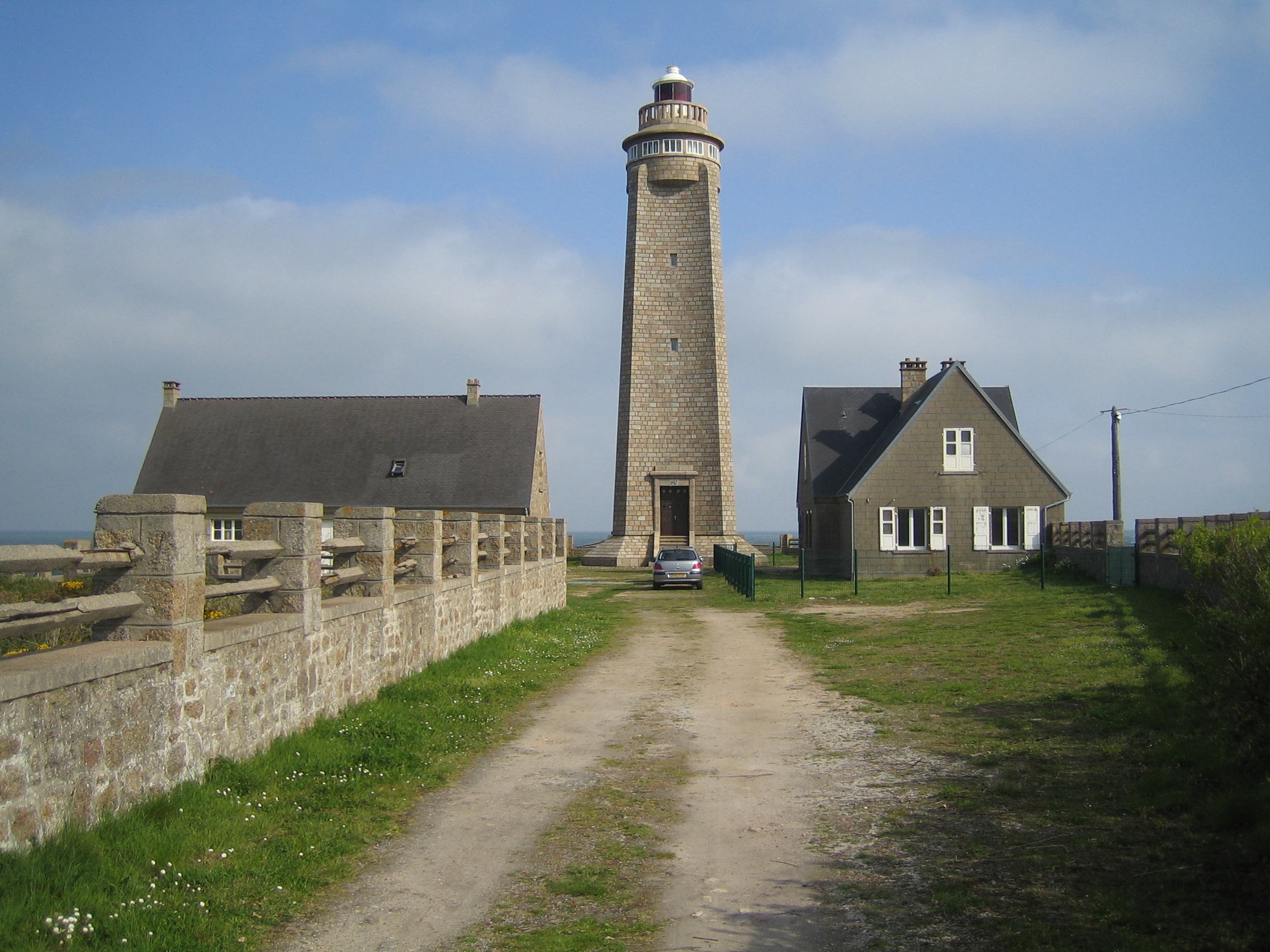
Le phare du cap Lévi.

### Énergie
L’activité nucléaire joue un rôle prédominant dans l’économie de cette région majoritairement rurale. Flamanville est le site d’une centrale nucléaire qui verra, dans les années à venir, un accroissement notable de sa capacité par l’ajout d’un réacteur supplémentaire EPR. À quelques kilomètres au nord, la pointe de la Hague accueille une usine de traitement des déchets nucléaires, que jouxte le Centre de stockage de la Manche. Les convois transportant les combustibles irradiés, à destination ou en provenance de ce lieu fortement gardé, sont régulièrement bloqués par les membres de Greenpeace. Alors que l'autorité de sûreté nucléaire surveille les installations nucléaires et cherche à mieux comprendre la cinétique chimique et la cinétique environnementale des radionucléides, et à mieux évaluer les risques liés à ces activités, les associations de protection de l'environnement locales ont alerté sur le niveau de radioactivité de l’eau de refroidissement évacuée dans le raz Blanchard. Enfin, Naval Group Cherbourg s’est spécialisée dans les sous-marins à propulsion nucléaire.
General Electric inaugure en 2019 à Cherbourg une nouvelle usine permettant la production de pales d'éoliennes pouvant aller jusqu'à 107 mètres de longueur. Des parcs éoliens se situent à La Haye (commune déléguée de Baudreville), Clitourps, Sortosville-en-Beaumont, Saint-Jacques-de-Néhou et Auvers-Méautis.
La France exporte actuellement du courant électrique vers Jersey à partir de Saint-Rémy-des-Landes et Pirou (voir Channel Islands Electricity Grid). L'exploitation de l'énergie marine dans le raz Blanchard fait l'objet d'études, notamment dans le cadre du projet HVDC FAB Link.
La station de traitement des déchets d'Éroudeville assure la production de biogaz,.

### Agriculture

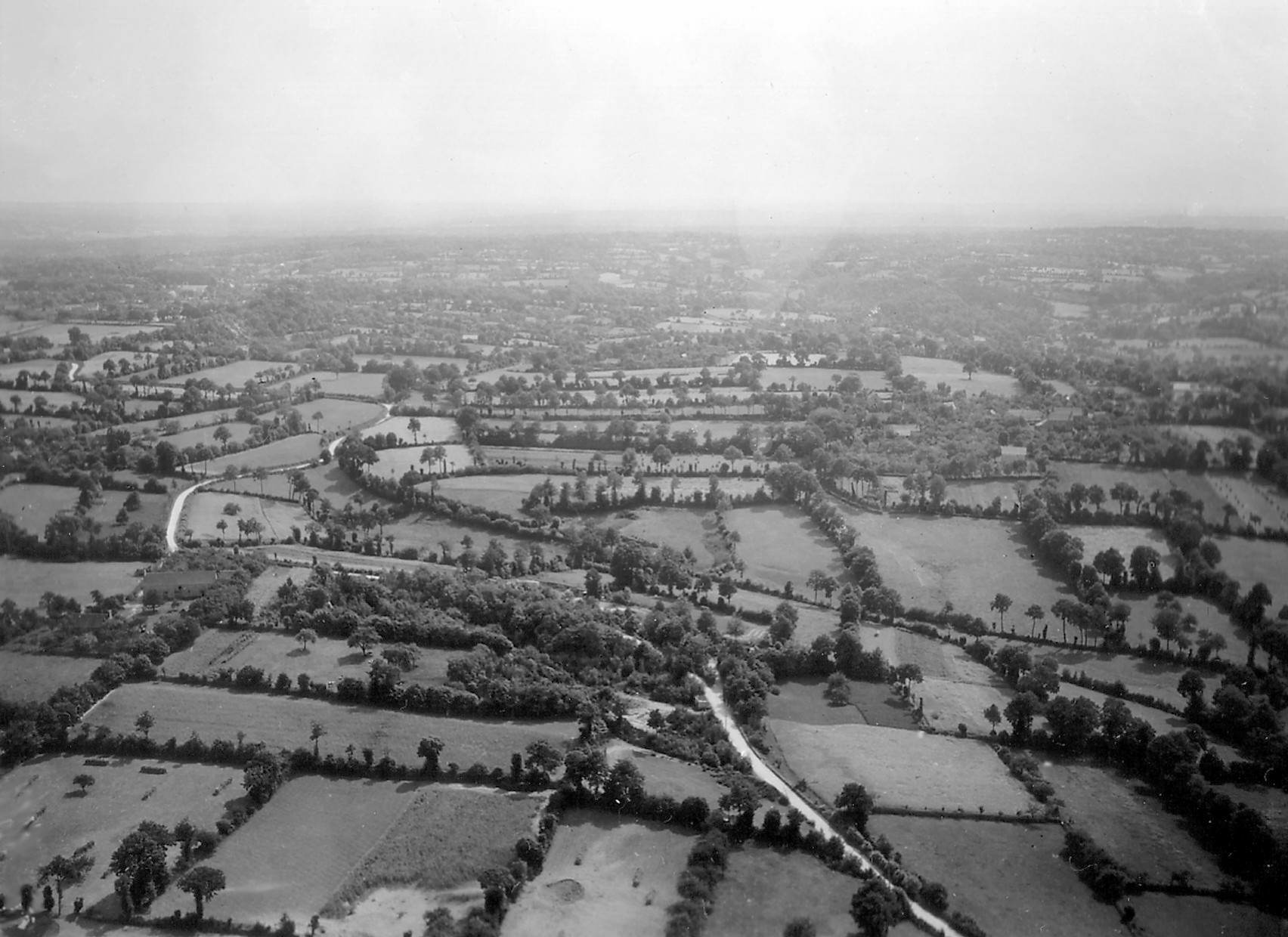
Le bocage virois en 1945.

L’agriculture (élevage, maraîchage, multiculture et l’industrie agroalimentaire induite) et la pêche (pêche, conchyliculture et transformation) restent des activités traditionnelles dans le Cotentin, comme les chantiers navals (Cherbourg) et le tourisme (côte ouest, plages du débarquement, plaisance…).

### Polychlorobiphényles
Les phoques de la baie des Veys sont contaminés par les polychlorobiphényles (PCB) de façon assez alarmante.

## Culture

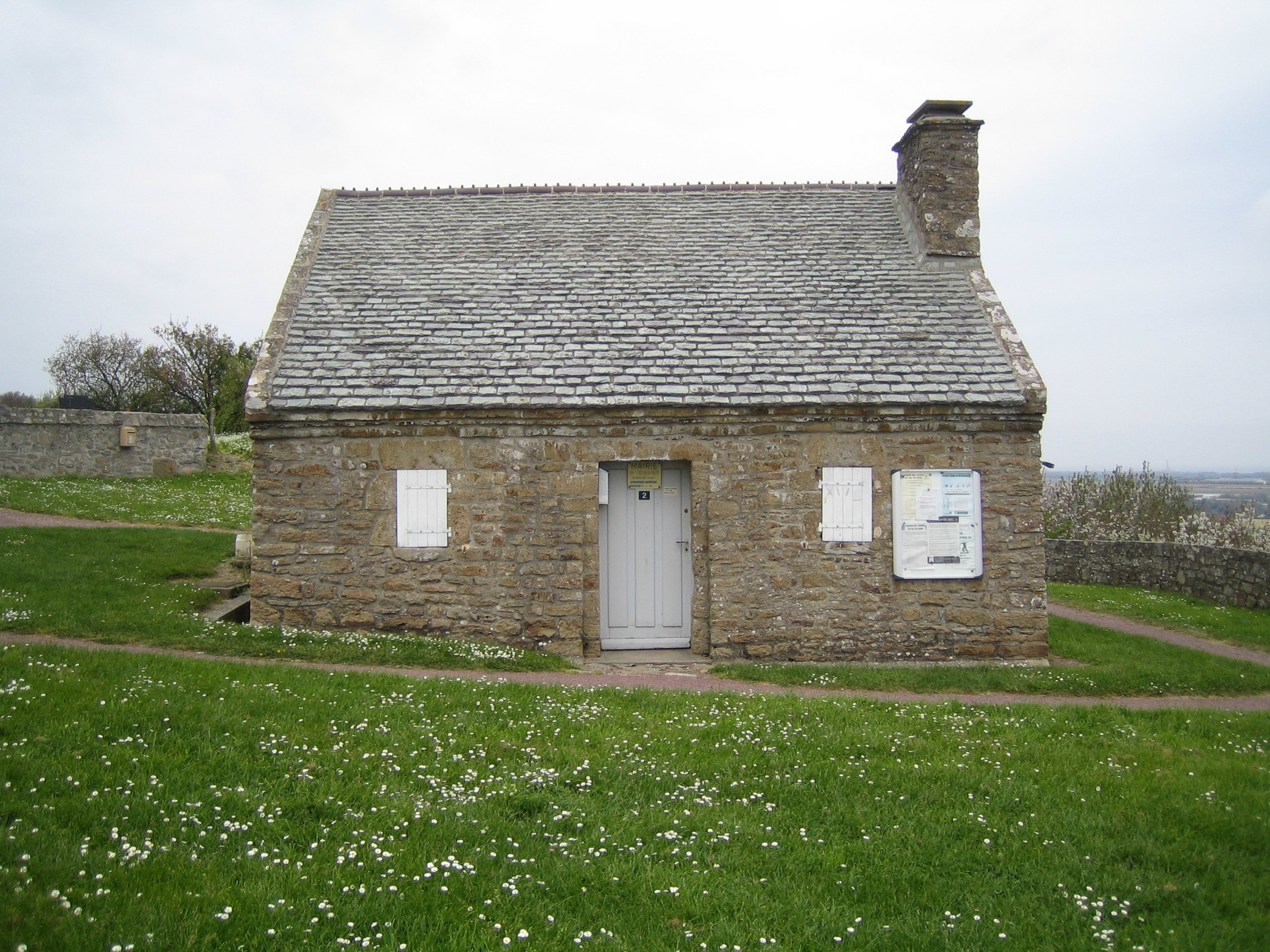
Mairie de La Pernelle, dans le nord-est du Cotentin.

La scène sociale cotentinoise a été décrite dans les romans de Jules Barbey d'Aurevilly, natif du Cotentin.

### Langue

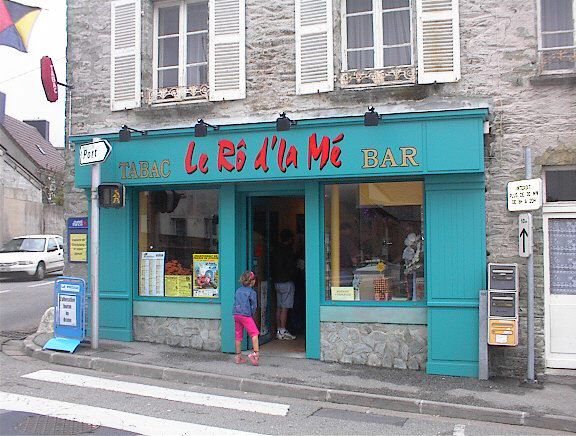
Un café près de Cherbourg.

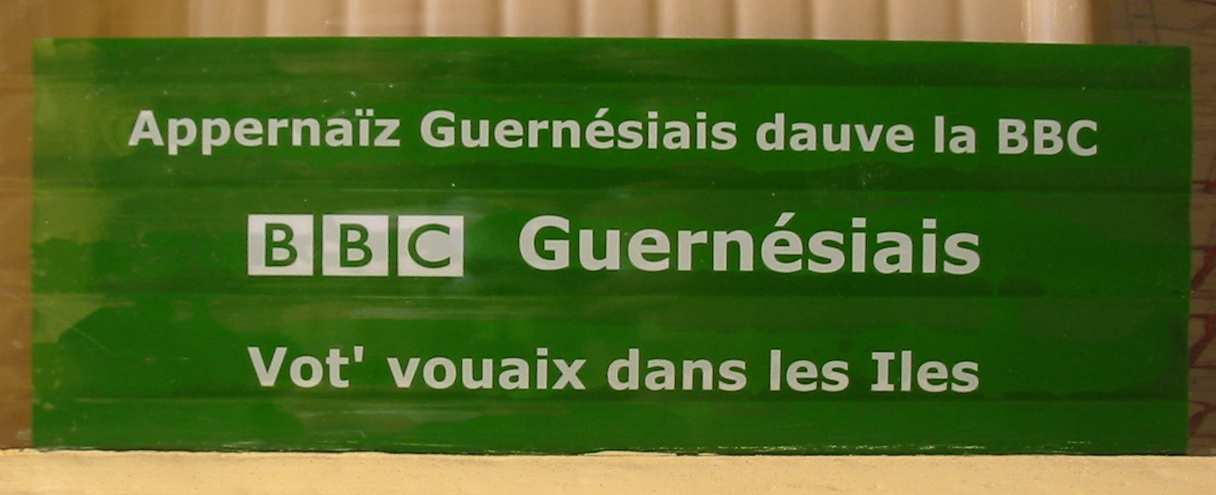
Sticker en guernesiais de la BBC.

En raison de son isolement relatif, le Cotentin demeure l’un des bastions de la langue normande. Le poète de langue normande Côtis-Capel a décrit l’environnement de la péninsule et l’auteur normand Alfred Rossel, natif de Cherbourg (aujourd'hui Cherbourg-en-Cotentin depuis 2016), a composé nombre de chansons qui font partie de l’héritage culturel de la région. Sa chanson Sus la mé (Sur la mer) est souvent chantée comme hymne régional.
Si le français est désormais la langue usuelle et la seule langue pratiquée par une grande majorité des habitants, le cotentinais subsiste. Le cotentinais est une variante de parler normand. Il s’apparente au jersiais et au guernesiais mais n’est pas uniforme. Il existe un grand nombre de variantes locales que l’on peut regrouper en cinq sous-groupes : 
1. le langage de la Hague, au nord-ouest de la péninsule du Cotentin.
2. le langage du Val de Saire, au nord-est.
3. le langage du Coutançais du nord, au nord de la ligne Coutances-Saint-Lô.
4. le langage du Coutançais du sud, au nord de la ligne Joret.
5. le baupteis, langage du Bauptois, entre Carentan et la Haye-du-Puits.

Le parler de Cherbourg appartenait au premier sous-groupe haguais mais il a tout à fait disparu. Cet émiettement des parlers tend à faire penser qu’un grand nombre de ces dialectes auront disparu dans la première moitié du XXIe siècle.
Le peintre Jean-François Millet, né à Gruchy a hérité de ses humbles origines cotentinoises une propension à privilégier la représentation de scènes rurales empreintes de poésie dépeignant les plus pauvres de la classe paysanne.
Le Prix littéraire du Cotentin est décerné tous les ans à un livre écrit par un écrivain originaire du Cotentin ou dont l’action a lieu dans cette région ou dont le thème la célèbre.
La chanson en langue régionale normande demeure vivante en Cotentin grâce à l’action des associations qui participent à sa sauvegarde : Prêchi Normand (St-Georges-la-Rivière), Les Amis du Donjon (Bricquebec), l’université populaire du Coutançais, Le Boués-Jaun. Marcel Dalarun et Alphonse Allain, grands poètes en langue normande mis en musique par Daniel Bourdelès, ont largement contribué à ce renouveau. L’association Magène, fédératrice de ces initiatives, propose un important répertoire de chansons en normand.

## Tourisme

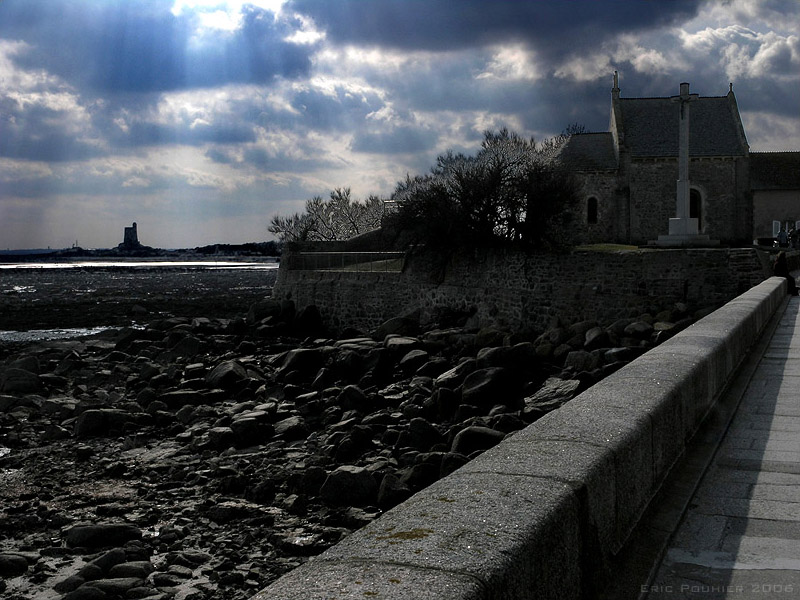
Le fort de La Hougue, inscrit au patrimoine mondial.

Le pays de Coutances et le clos du Cotentin (cantons de Valognes, Saint-Sauveur-le-Vicomte et Bricquebec), sont labellisés Villes et Pays d'art et d'histoire.
De nombreux sites sont classés sites naturels en particulier sur la côte ouest et une partie du littoral de la cote ouest de Saint-Germain-sur-Ay au Rozel est protégé dans le cadre du réseau européen Natura 2000.
Comme autres sites naturels remarquables, on peut mentionner les marais de Carentan (promenade sur la Taute et la Vire, l'ancien  village de batelier de Longuerac près de Pont-l'Abbé, le parc des marais du Cotentin (poste d'observation d'oiseaux migrateurs), les mares de Vrasville (côte nord) pour l'observation d'oiseaux sauvages, et de Beau Guillot dans la baie des Veys, les landes de Fermanville/Carneville (floraison des ajoncs en avril et des bruyères en août/septembre), les dunes de Biville.
Les autres sites intéressants sont la ville de Cherbourg et sa rade (la plus grande rade artificielle du monde), le parc Emmanuel Liais, un magnifique théâtre à l'italienne, et derrière le théâtre, le musée des beaux-arts Thomas Henry qui abrite entre autres une belle collection d'œuvres de Jean-François Millet, Guillaume Fouace et des sculptures d'Armand Le Véel. Également, La Cité de la Mer, un parc scientifique et ludique consacré à l'exploration sous-marine et à la découverte des grandes profondeurs, qui a pris place dans le bâtiment Art déco de l'ancienne gare transatlantique de Cherbourg.
La ville a pu en grande partie préserver ses quartiers anciens, avec plusieurs rues et passages (cours) piétonniers.
Autres villes et villages intéressants : Saint-Pierre-Église, Omonville-la-Rogue, Omonville-la-Petite (maison et jardin de Jacques Prévert), Vauville et Barfleur (classé dans Les Plus Beaux Villages de France).
Quelques monuments remarquables : le château des Ravalet à Tourlaville  avec son parc, le phare de Gatteville (2e plus haut d'Europe) et son site, l'église de Montfarville (dont la décoration de la voûte et du chœur est inspirée de la chapelle Sixtine), et celle de Sainte-Marie-du-Mont (clocher Renaissance), les forts Vauban de Saint-Vaast-la-Hougue et de l'île Tatihou (classés au patrimoine mondial de l'Unesco).
Plusieurs jardins exotiques remarquables, obtenus grâce au climat exceptionnellement doux l'hiver et au sol acide, sont ouverts au public, on peut citer ceux de Vauville, d'Urville-Nacqueville, de Clairbois à Brix, d'Anneville-en-Saire.
Le GR 223 (sentier littoral) est très intéressant entre Urville-Nacqueville et le nez de Jobourg (la Hague).
Plusieurs sites exceptionnels à des titres divers sont actuellement fermés ou difficilement accessibles au public : le parc de la Fauconnière et l'île Pelée à Cherbourg, les îles Saint-Marcouf (unique exemple de fort Napoléon Ier), les îles Anglo-Normandes d'Aurigny et de Sercq.
L'archipel des Îles Chausey, à 15,8 km au large de Granville, constitue un ensemble remarquable tant pour la navigation de plaisance et le tourisme que pour sa faune et son biotope si particulier : avec sa vingtaine d'îles et ses 130 îlots ce sont plus de 2 000 hectares qui découvrent à marée basse.

## Historique
- Ancien diocèse de Coutances
- Comté du Cotentin
- Bailliage de Cotentin
- Seigneurie du Cotentin (XIVe siècle)
- Grand bailliage de Cotentin
- Généralité de Caen
- Départements de la Manche et du Calvados